# Chris Garia
Christopher George Paul Garia (né le 16 décembre 1992 à Willemstad, aux Antilles néerlandaises) est un athlète néerlandais, spécialiste du sprint, également joueur de base-ball dans une ligue mineure.

## Carrière
Il finit 3e des Carifta Games (under-17) sur 100 m en 2008. Lorsque les Antilles néerlandaises sont dissoutes en 2010, il devient automatiquement Néerlandais pour les compétitions.
Il remporte les Championnats nationaux en salle sur 60 m en 2018 et lance le relais 4 x 100 m des Pays-Bas, entièrement composé d’athlères de Curaçao, qui bat le record national en 38 s 21 au Grand Prix de Londres. Il rééditera cet exploit avec la même équipe en 38 s 03 lors des Championnats d’Europe à Berlin pour remporter la médaille de bronze.

## Palmarès
| Date | Compétition           | Lieu   | Résultat | Épreuve   | Temps   |
| ---- | --------------------- | ------ | -------- | --------- | ------- |
| 2018 | Championnats d'Europe | Berlin | 3e       | 4 x 100 m | 38 s 03 |

## Records
| Épreuve | Épreuve   | Temps   | Lieu    | Date        |
| ------- | --------- | ------- | ------- | ----------- |
| 100 m   | Plein air | 10 s 29 | Tilburg | 21 mai 2018 |